# 1708
| 1708               |
| ------------------ |
| Dødsfald - Fødsler |
| • Begivenheder     |

| Gregoriansk kalender | 1708 MDCCVIII           |
| Ab urbe condita      | 2461                    |
| Armensk kalender     | 1157 ԹՎ ՌՃԾԷ            |
| Kinesiske kalender   | 4404 – 4405 丁亥 – 戊子 |
| Etiopisk kalender    | 1700 – 1701             |
| Jødisk kalender      | 5468 – 5469             |
| Hindukalendere       |                         |
| - Vikram Samvat      | 1763 – 1764             |
| - Shaka Samvat       | 1630 – 1631             |
| - Kali Yuga          | 4809 – 4810             |
| Iransk kalender      | 1086 – 1087             |
| Islamisk kalender    | 1120 – 1121             |

Konge i Danmark: Frederik 4. 1699-1730 – Danmark i krig: Den store nordiske krig 1700-1721
Se også 1708 (tal)

## Begivenheder
- Frederik 4. overlader regeringen til Otto Krabbe og Christian Sehested, mens han tager på rejse til Italien og Sachsen
- 2. august - en brand hærger i den norske by Trondheim
- 9. oktober - under Den Store Nordiske Krig besejrer Peter den Store den svenske hær under ledelse af Karl 12. ved Slaget ved Lesna

## Født
- 22. marts – Ernst Henrich Berling, tysk/dansk bogtrykker. (død 1750).
- 22. oktober – Frederic Louis Norden, dansk opdagelsesrejsende og søofficer. (Død 1742).
- 8. december - Frans 1. Stefan, tysk-romersk kejser fra 1745 til sin død i 1765.